# Cyweta
Cyweta (Civettictis) – rodzaj ssaków z podrodziny wiwer (Viverrinae) w obrębie rodziny wiwerowatych (Viverridae).

## Zasięg występowania
Rodzaj obejmuje jeden żyjący gatunek występujący w Afryce.

## Morfologia
Długość ciała (bez ogona) 67–54 cm, długość ogona 34–46,9 cm, długość tylnej stopy 12,3–13,9 cm, długość ucha 5,4–5,8 cm; masa ciała 7–20 kg.

## Systematyka
Rodzaj zdefiniował w 1915 roku brytyjski zoolog Reginald Innes Pocock w artykule poświęconym anatomii wiwer opublikowanym na łamach „Proceedings of the Zoological Society of London”. Na gatunek typowy Pocock wyznaczył (oznaczenie monotypowe) cywetę afrykańską (C. civetta).

### Etymologia
- Civetta: fr. civette ‘cyweta’, od wł. zibetto ‘cyweta’, od arab. zabbad ‘perfumy uzyskane z małego kota’[7]. Gatunek typowy (absolutna tautonimia): Civetta vulgaris É. Geoffroy Saint-Hilaire, 1803 (= Viverra civetta von Schreber, 1776).
- Civettictis: fr. civette ‘cyweta’, od wł. zibetto ‘cyweta’, od arab. zabbad ‘perfumy uzyskane z małego kota’[7]; gr. ικτις iktis, ικτιδις iktidis ‘łasica’[8].

### Podział systematyczny
Takson dawniej włączany do Viverra. Do rodzaju należy jeden występujący współcześnie gatunek:
- Civettictis civetta (von Schreber, 1776) – cyweta afrykańska

Opisano również wymarły gatunek znany ze skamieniałości z wczesnego plejstocenu odkrytych w Południowej Afryce:
- Civettictis braini Fourvel, 2018